# Бейсей
Бейсе́й — аул в Нефтекумском городском округе Ставропольского края России.

## Этимология
Название аула восходит к  этнониму Бес уьй, который в переводе с ногайского означает «пять домов» («бес» — пять, «уьй» — дом).
Другие варианты названия: Бийсей, Бейсеи (Биссикли):514, Бей Сей (Богусай):518.

## География
Расстояние до краевого центра: 244 км.
Расстояние до районного центра: 37 км.

## История
В 1912 году в ауле пробурили артезианскую скважину.
По данным переписи 1920 года Бейсей входил в состав Джембулуковской волости Ачикулакского района Свято-Крестовского уезда Ставропольской губернии:518.
По данным переписи 1926 года в ауле числилось 229 хозяйств с населением 933 человека (500 мужчин и 433 женщины), из них 542 — ногайцы и 391 — прочие. По состоянию на 1 октября 1929 года в Бейсее имелась школа. На тот момент он был административным центром Бейсейского сельского совета (и единственным населённым пунктом в его составе) Ачикулакского района Дагестанской АССР:10.
До 18 февраля 1993 года аул входил в Каясулинский сельсовет. 18 февраля 1993 года Малый Совет Ставропольского краевого Совета народных депутатов решил «Образовать в Нефтекумском районе Зункарский сельсовет с центром в посёлке Зункарь. Включить в его состав посёлок Зункарь и аул Бейсей, выделенные из Каясулинского сельсовета этого же района».
1 мая 2017 года муниципальное образование «Сельское поселение Зункарский сельсовет», в состав которого входил аул Бейсей, было упразднено.

## Население
| 1926 | 1989 | 2002 | 2010 | 2014 | 2023 |
| ---- | ---- | ---- | ---- | ---- | ---- |
| 933  | ↘312 | ↗406 | ↗419 | ↘400 | →400 |

По данным переписи 2002 года, 98 % населения — ногайцы.

## Кладбище
В границах населённого пункта расположено вероисповедальное открытое кладбище площадью 6591 м².